# Síndrome de Melkersson-Rosenthal
El síndrome de Melkersson-Rosenthal es un trastorno neurológico raro caracterizado por parálisis facial recurrente, hinchazón de la cara y los labios (en el labio superior), y el desarrollo de los pliegues y surcos en la lengua. El inicio es en la infancia o principios de la adolescencia. Después de los ataques recurrentes (que van desde días hasta años), la inflamación puede persistir y aumentar, llegando a ser permanente. La lengua puede llegar a estar dura, agrietada y fisurada con una coloración marrón rojiza. La causa del síndrome de Melkersson-Rosenthal es desconocida, pero puede haber una predisposición genética. Puede ser un síntoma de la enfermedad de Crohn o la sarcoidosis.

## Tratamiento
En la literatura se reportan variados tratamientos, muchos  de ellos de resultados ambiguos, de mejoría transitoria o insatisfactorios, debido a que el  desconocimiento de su etiología y la rareza de los reportes  no permiten que se ofrezcan terapias específicas y racionales. Se han intentado diferentes drogas y esquemas terapéuticos. El edema agudo labial debe ser tratado sintomáticamente con cremas labiales emolientes y refrescantes.
En la década de los ochenta los corticoides se administraron electivamente. Los glucocorticoides, en forma tópica y sistémica sola, se han reportado beneficiosos en algunos casos. Se usan prednisona, deflazacort y prednisolona, esta última en dosis de 100-150 mg/día con reducción gradual en un periodo de 4 semanas. También se ha empleado pulsos de metil prednisolona. La administración intralesional muestra beneficios transitorios y se aplican semanalmente por un periodo de cinco semanas.
Son muy dolorosos y tienen el riesgo de causar atrofia cutánea. El uso de antibióticos como penicilina, ritromicina, clindamicina y metronizadol ha sido reportado en casos anecdóticos y exitosos con remisión del cuadro cuando estaban asociados a abscesos dentales. Las tetraciclinas, como minociclina y limeciclina, han sido reportadas como beneficiosas por su actividad antiinflamatoria y antigranulomatosa. Los tuberculostáticos como la isoniacida han sido beneficiosos por mejorar la parálisis facial y el edema, por su posible efecto regulador del sistema nervioso autonómico o la erradicación de posibles focos tuberculosos ocultos.
En los últimos años se reporta el éxito de la clofazimina en dosis 100 mg/día por 10 días disminuyéndolo luego a 200 a 400 mg/semana por 3–6 meses. Tiene efectos colaterales como la coloración de piel naranja, síntomas gastrointestinales y alteraciones corneales que limitan su administración a largo plazo y no están exentos de recaídas; no ha sido reportado su uso en casos pediátricos. Se ha empleado también inmunosupresores como
azathioprina y methotrexate, además de antiinflamatorios no esteroideos como sulfapiridina y sulfasalazina. Se reportan vitaminas, antihistamínicos (ketotifeno, difenilhidramina), dapsona, danazol, antimaláricos, como
cloroquina y las gammaglobulinas. La talidomina por su efecto antifactor de necrosis tumoral ha sido administrado
con éxito, en un caso que mostró este factor (+) en las lesiones examinadas por inmunohistoquímica. 
Algunas drogas individuales han sido asociadas a una mejoría de los efectos como por ejemplo, corticoides y tetraciclinas. Si el tratamiento farmacológico no es exitoso, se recomiendan procedimientos quirúrgicos para corregir la queilitis granulomatosa, con queiloplastia reductora que seccione el tejido granulomatoso, con corticoides intralesionales durante la cirugía y la administración de clorhidrato de tetracilina (500mg 2 veces/día) después de la operación para prevenir las recurrencias. La parálisis facial es tratada con corticoides sistémicos y descompresión del nervio del orificio estilomastoideo y su curso intratemporal.
En los párpados se practica la blefaroplastía reductora. Otros tratamientos reportados son los rayos X, solos o asociados a cirugía y una combinación de clofazimina y acupuntura de rayos láser (de acuerdo a los principios de la medicina china tradicional), exitoso en algunos casos. Queda claro que ninguna terapia aislada y aún en combinación han brindado remisiones completas debido fundamentalmente al carácter recurrente del síndrome.

## Pronóstico
Este síndrome puede reaparecer de forma intermitente después de su primera aparición. Puede convertirse en un trastorno crónico. La atención de seguimiento debería excluir el desarrollo de la enfermedad de Crohn o la sarcoidosis. 

## Epónimo
Es el nombre de Ernst Melkersson Rosenthal y Curt. 

## Investigación
El NINDS apoya la investigación sobre los trastornos neurológicos como el síndrome de Melkersson-Rosenthal. Gran parte de esta investigación está destinada a aumentar el conocimiento de estos trastornos y encontrar maneras de tratar, prevenir, y en última instancia, los cura.